# Niżnieje Alkiejewo
Niżnieje Alkiejewo (ros. Нижнее Алькеево) – wieś (sieło) w Rosji, w Tatarstanie. 
Miejsce urodzenia Lwa Rywina.